# Lanuéjouls
Lanuéjouls település Franciaországban, Aveyron megyében. Lakosainak száma 761 fő (2022. január 1.). Lanuéjouls Compolibat, Drulhe, Maleville, Privezac és Vaureilles községekkel határos.

## Népesség
A település népessége az elmúlt években az alábbi módon változott:
| Lakosok száma | 822  | 744  | 650  | 701  | 730  | 729  | 731  | 723  | 726  | 761  |
|               | 1968 | 1982 | 1990 | 2006 | 2013 | 2015 | 2017 | 2019 | 2020 | 2022 |